# Baronía de Goscons
La Baronia de Goscons fue una jurisdicción señorial catalana. Nunca fue tramitado su reconocimiento como título del reino.

## Historia
Jurisdicción señorial centrada en la casa fuerte de Goscons, en Arenys de Munt (Cataluña), perteneciente ya en el siglo XI al linaje que tomó el nombre del solar.
Dicha jurisdicción estaba vinculada al castillo de Montpalau, del cual también eran castellanos los Goscons bajo el dominio de los Cabrera.
Posteriormente, a mediados del siglo XIII, esta demarcación feudal que comprendía los vecindarios de Goscons, Sacreu y Vallalta pasará por vinvulación a la estirpe de los Arquer.
Así, a pesar de que los Arquer de Goscons timbraron sus blasones y rubricaron documentos como barones de Goscons, al ser abolidos en 1813 los derechos señoriales, la baronía de Goscons no fue tramitada ni por tanto reconocida como título del reino efectivo en el estado español.
Hay que destacar que uno de los últimos barones de Goscons, tuvo gran relevancia en el Principado de Cataluña por sus tratados de cetrería en el siglo XVIII.